# Argentat (color)
El color argentat o platejat correspon a un color gris metàl·lic, semblant al que presenta el metall homònim: l'argent.

## Art i decoració

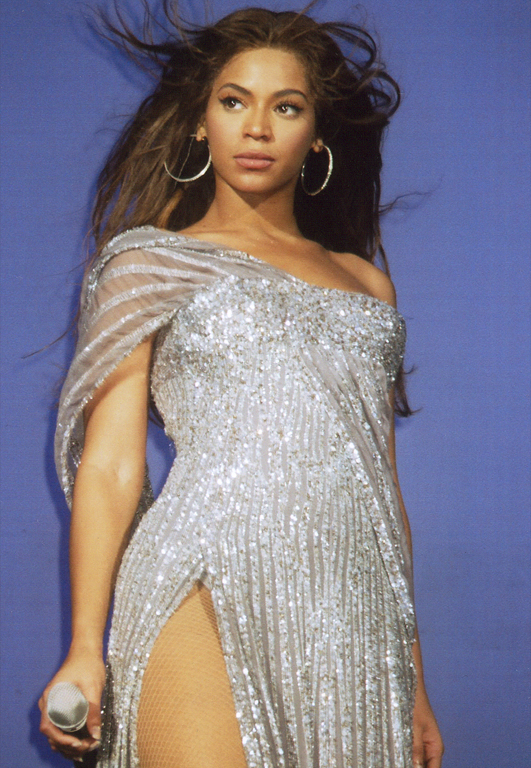
La cantant Beyoncé amb un vestit argentat

El color argentat és un color molt clar i neutre, de textura visual brillant, el qual nom fa referència al color de l'argent. El seu codi CMYK és (0, 0, 0, 15), l'hexadecimal #D8D8D8, i el RGB (216, 216, 216).

## Heràldica
És un color que sovint és utilitzat en heràldica, per simbolitzar l'argent. La tonalitat que s'empra és el 877 U del sistema internacional Pantone, que es correspon amb el codi hexadecimal #B4B7B9, codi RGB (180, 183, 185), codi CMYK (3, 1, 0, 27), codi HSV (240°, 3 %, 73 %).

## Informàtica
El color argentat en el codi HTML és un poc més fosc que les tonalitats emprades en decoració i heràldica. Té el codi hexadecimal #C0C0C0, i el codi RGB (192, 192, 192), el CMYK (0, 0, 0, 63) i el HSV (0°, 0 %, 75 %).

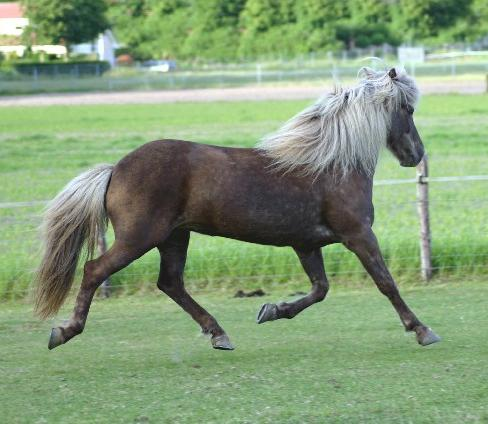
Cavall amb el gen argentat

## Zoologia i ramaderia
El color argentat és el color del pelatge o del plomatge de color blanc que té reflexos brillants semblants al color de l'argent brunyit. En ramaderia s'aplica, especialment, als equins, els gats, els conills i els ocells. Per exemple els cavalls que tenen el gen argentat les crins i les cues negres es transformen en argentades, i els pelatges negres passen a una tonalitat més o menys xocolata.